# 南芬街道
南芬街道，是中华人民共和国辽宁省本溪市南芬区下辖的一个乡镇级行政单位。

## 行政区划
南芬街道下辖以下地区：
细河社区、南芬社区、铁东社区、南山社区、盘道社区、甩湾子社区、郭家社区和选矿社区。